# GeerTop
GeerTop（ギアトップ）は、アメリカ合衆国のアウトドア製品、特にキャンプ用品製造・販売業者。キャンプテント（バックパッキングテント、Bivyテントなど）、キャンプマット、グランドシート、および寝袋を製造している。
会社はアメリカのブライトン、コロラド州（Brighton,Colorado）にあり、GEERTOP INC.が所有している。
事業は2012年から始まった。また、 初心者レベルのアマチュア天文学者や子供たち向けの望遠鏡も製造している。